# Friedrich Miescher
Johannes Friedrich Miescher (13. srpna 1844, Basilej – 26. srpna 1895, Davos) byl švýcarský lékař a přírodovědec. Z jader bílých krvinek izoloval směs různých látek bohatých na fosfát, kterou pojmenoval nuklein a skrývaly se za ní nukleové kyseliny DNA a RNA. Je tedy považován za objevitele DNA. Svůj objev učinil v roce 1869 na půdě Tübingenské univerzity v Německu v laboratoři Felix Hoppe-Seylera. Miescherovi nebyl znám význam DNA ani její konkrétní struktura, ačkoliv se jednu chvíli domníval, že by mohla hrát roli v dědičnosti.

## Soukromí
Miescher pocházel z vědecké rodiny: jeho otec a jeho strýc byli profesoři anatomie na univerzitě v Basileji ve Švýcarsku. Jako chlapec byl plachý, ale inteligentní. Trpěl poruchou sluchu v důsledku tyfu[nepřesný odkaz]. To nezastavilo jeho zájem o hudbu. Miescher sám studoval medicínu v Basileji. V létě roku 1865 Friedrich pracoval pro organického chemika Adolfa Steckera v Göttingenu. Jeho studia byla přerušena na rok, když se léčil z tyfu, ale v roce 1868 získal titul doktor medicíny.

## Izolace DNA
Miescher cítil, že jeho částečná hluchota bude nevýhodou při jeho profesi lékaře, proto svůj zájem obrátil na fyziologickou chemii. Původně chtěl studovat lymfocyty, ale byl povzbuzen Felixem Hoppe-Seylerem (německý fyziolog a chemik, jeden ze zakladatelů oboru biochemie) ke studiu leukocytů obecně. Miescher měl zájem o studium chemie jádra. Lymfocyty byly obtížné získatelné v dostatečném množství ke studiu, zatímco o dalších leukocytech se vědělo, že jsou jedním z hlavních prvků v hnisu a mohly být tedy získány z nemocničních bandáží. Nicméně problémové bylo vymytí buněk z obvazů bez jejich poškození.
Friedrich přemýšlel nad různými roztoky solí, nakonec vyprodukoval jeden vzorek smícháním leukocytů se síranem sodným. Buňky následně přefiltroval. Vzhledem k tomu, že odstředivky se ještě nepoužívaly, buňky se mohly maximálně nechat usadit na dně kádinky. Pak se Miescher pokusil izolovat čistá jádra bez cytoplazmy. Podrobil vyčištěná jádra alkalické extrakci následované acidifikací. Výsledkem byl vznik sraženiny, kterou Miescher nazval „nuclein“ (nyní známý jako chromatin či vlastně DNA). Zjistil, že tento nuklein obsahuje fosfor a dusík, ale ne síru. To, že sraženina byla nebílkovinné povahy, dokázal aplikací proteolytického enzymu pepsinu – sraženina se nerozložila. Objev byl tak odlišný od pokusů v té době známých, že Hoppe-Seyler zopakoval celý Miescherův výzkum sám před jeho vlastním zveřejněním ve vědeckém časopise. Miescher pak pokračoval ve studiu fyziologie v laboratoři Carla Ludwiga v Lipsku po celý jeden rok. Pak se vrátil do Basileje, kde byl na místní univerzitě jmenován profesorem fyziologie. Miescher a jeho studenti se v následujících letech věnovali výzkumu chemie nukleových kyselin, ale jejich funkce zůstala ještě dlouho neznámá (viz Averyho–MacLeodův–McCartyho experiment). Miescher věřil, že nositelem dědičnosti jsou proteiny.
Jeho objev hrál důležitou roli při dalším určování nukleových kyselin jako nosiče dědičnosti. Nejdřív význam Miescherova objevu až tak zjevný nebyl, dokud Albrecht Kossel (německý fyziolog specializující se na fyziologickou chemii buňky, jádra a proteinů) neprovedl detailnější výzkum chemické struktury nukleinu.
Friedrich Miescher je také znám důkazem, že koncentraci oxidu uhličitého v krvi reguluje dýchání.
Miescher zemřel na tuberkulózu v roce 1895 ve věku 51 let.